# Melanchthon-Kirche (Berlin-Wilhelmstadt)

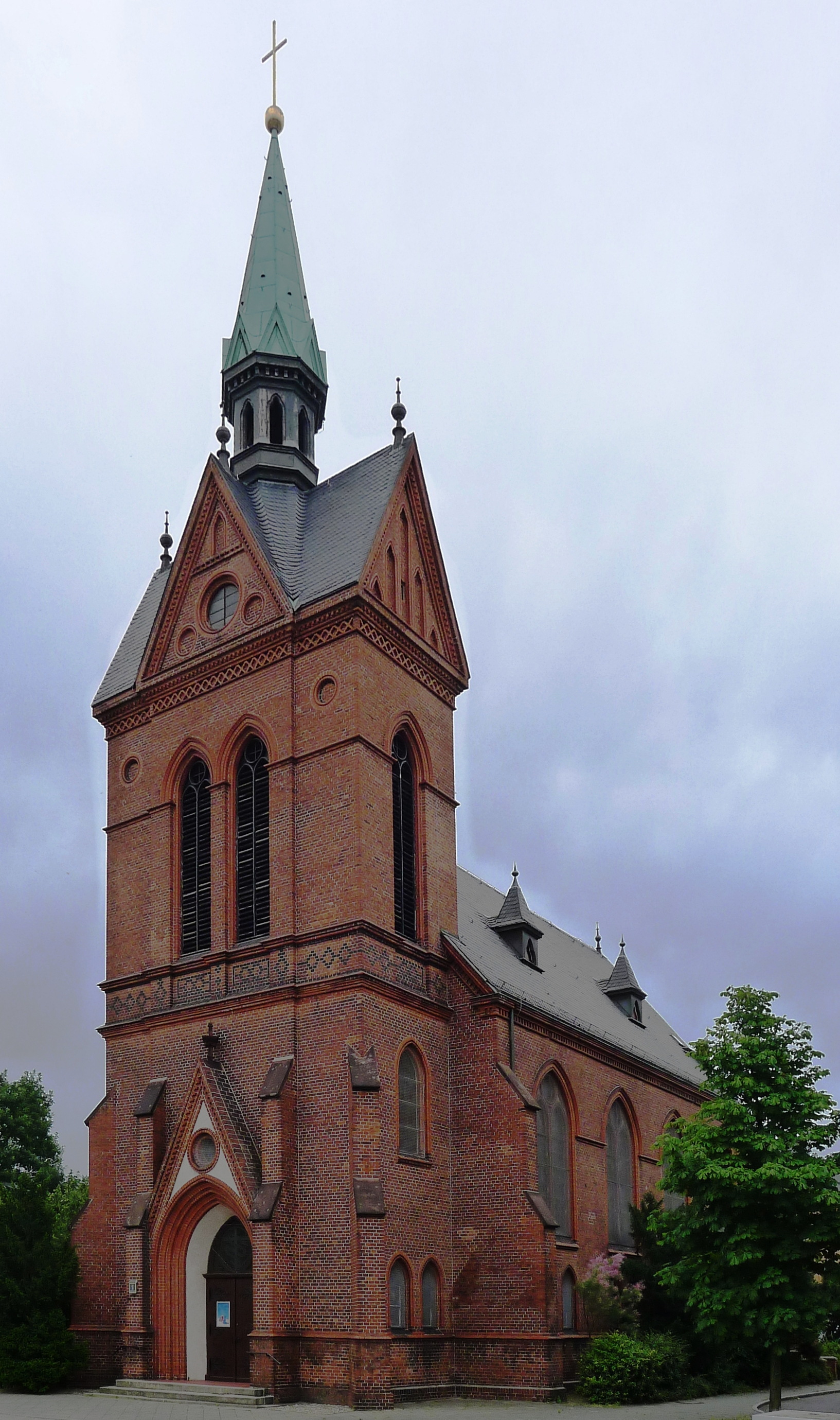
Melanchthon-Kirche

Die evangelisch-unierte Melanchthon-Kirche im Berliner Ortsteil Wilhelmstadt des Bezirks Spandau, am Melanchthonplatz, wurde am 15. Dezember 1893 eingeweiht und steht unter Denkmalschutz. Ihr Architekt, Baurat Heinrich von Lancizolle, entwarf sie im Stil des Historismus und griff dabei insbesondere auf Formen der norddeutschen Backsteingotik zurück.

## Geschichte
Zunächst sollte zur Entlastung von St. Nikolai nur eine kleine Fachwerkkirche für die Potsdamer Vorstadt von Spandau gebaut werden, erst später sollte die Kapelle durch einen größeren Bau ersetzt werden. Das Baugrundstück an der Potsdamer Chaussee – den Namen Wilhelmstraße erhielt der Straßenabschnitt erst 1897 – für den geplanten Massivbau mit etwa 400 Plätzen hatte die Stadt Spandau für eine geringe Miete überlassen. Der Bau der Kirche kostete etwa 50.000 Mark (kaufkraftbereinigt in heutiger Währung: rund 421.000 Euro). Die Grundsteinlegung fand am 2. Mai 1893 statt. Am 15. Dezember desselben Jahres wurde die Kirche ihrer Bestimmung übergeben. Als Namenspatron wurde Philipp Melanchthon gewählt, zur Erinnerung an dessen mehrwöchigen Aufenthalt in Spandau.
Zunächst war das Gotteshaus nur Filialkirche von St. Nikolai, am 1. April 1916 wurde die Melanchthon-Kirche aber zur selbstständigen Pfarrkirche erhoben. In der Zeit des Nationalsozialismus war die Melanchthongemeinde eine „Hochburg“ der regimetreuen Deutschen Christen. Alle drei Gemeindepfarrer standen dieser Richtung in der evangelischen Kirche nahe, vor allem Pfarrer Luntowski galt selbst bei der Kirchenleitung als „unbelehrbar“. Jedoch gab es auch eine Minderheit von Laien der oppositionellen Bekennenden Kirche unter Leitung von Edith Mertin und Werkmeister Johannes Wiesner, unterstützt von Vikar Peukert. Die Gruppe pochte auf ein Minderheitsrecht und bekam nur selten „versuchsweise“ die Melanchthonkirche überlassen; die Kirchenleitung stand auf dem Standpunkt, die Bekennende Gemeinde in Spandau sei insgesamt „ausreichend versorgt“. Insbesondere den Wunsch, in der Melanchthonkirche an Weihnachten und zu Silvester einen Gottesdienst zu feiern, erfüllte der Oberkirchenrat nur an Silvester 1937; der Gemeindekirchenrat hatte auch dies abgelehnt.
Im Zweiten Weltkrieg wurde die Kirche beschädigt. Sie wurde 1954–1956 durch den Architekten Emil Fangmeyer instand gesetzt. Dabei entfiel die historistische Ausmalung, und die dazu gehörige Ausstattung wurde entfernt. Stattdessen wurde der Altarraum schlicht im Stil der 1950er Jahre gestaltet und mit einem Altarkreuz aus hellem Eichenholz von Gerhard Schreiter hinter dem hölzernen Tischaltar ergänzt; Schreiter schuf auch das Taufbecken und die Altarleuchter. Ab 1988 wurde die ursprüngliche Innenarchitektur teilweise rekonstruiert. Die übertünchten Bemalungen über dem Chorbogen zum Altarraum, an der Brüstung der Empore, an der Deckenkonstruktion und an den Langseiten des Kirchenschiffs wurden freigelegt und zum Teil erneuert.

## Baubeschreibung
Das Bauwerk wirkt für seine Entstehungszeit traditionell. Der mit rotem Klinker verblendete Mauerwerksbau mit Ausmaßen von 28 Metern Länge und 12 Metern Breite ist städtebaulich auf einen Platz bezogen. Die Saalkirche hat vier Joche, einen eingezogenen polygonalen Chor im Osten und einen vorgelagerten Westbau als Glockenturm. Der Turm ist durch Fries und Gesims waagerecht gegliedert, seine vier Giebel sind mit Blenden verziert. Über seinen sich kreuzenden Satteldächern ragt ein oktogonaler Dachreiter empor, der mit spitzbogigen Öffnungen durchbrochen ist. Er wiederholt am Fuß seines hohen kupfergedeckten Zeltdachs das Motiv der Giebeldreiecke. An der Spitze endet er mit Turmkugel und vergoldetem Kreuz. Zum Einbau einer Turmuhr in die dafür vorgesehene Öffnung am Giebel zur Straßenseite ist es nie gekommen.
Das Kirchenschiff trägt ein schiefergedecktes Satteldach, das an beiden Seiten je zwei mit Pyramidendächern bedeckte Dachgauben aufweist. Im Innenraum ist der Dachstuhl des Satteldachs über dem Kirchenschiff sichtbar. Die Wände des Langhauses weisen je vier große spitzbogige Gewände mit schlichten Maßwerkfenstern auf. Im Gewölbe des Chors sind dunkelrote Rippen aufgemalt. Seitlich an den Chor schließen sich die Sakristei und eine Gerätekammer an, die auch von außen zugänglich sind.
Über der Eingangstür des Portals sind in der Farbverglasung eines runden Fensters ein Kreuz und eine Schlange dargestellt, das Heroldsbild Philipp Melanchthons. Über der verglasten Eingangstür zum Kirchsaal ist das stilisierte christliche Symbol für den Heiligen Geist dargestellt, eine Taube.
Im Jahr 1938 wurde die alte Orgel von 1894 durch eine neue mit 28 Registern und 1746 Pfeifen auf zwei Manualen und Pedal ersetzt, gebaut von der Orgelbauwerkstatt G. F. Steinmeyer & Co.
Die Kirchenbänke wurden 1967 erneuert. Seit 1991 sind an den Langseiten des Kirchenschiffs Porträts von Philipp Melanchthon und Martin Luther zu sehen, die im Kunsthandel erworben wurden. Zur Ausstattung gehört seit 1994 ein Altar, der aus der Lutherkirche ausgelagert wurde. Die Glasmalerei der drei Fenster des Chors stammt von Claus Peter Koch. Die Fenster des Langhauses gestaltete Klaus Müller-Rabe aus Kathedralglas.

## Glocken
In der Glockenstube hängen zwei 1919 gegossene Gussstahlglocken. Sie wurden aus dem Erlös des Verkaufs einer Bronzeglocke finanziert, die der Beschlagnahme für Rüstungszwecke im Ersten Weltkrieg entgangen war.
| Glocke | Schlagton | Gewicht | Durchmesser | Höhe   | Glockengießer                   |
| ------ | --------- | ------- | ----------- | ------ | ------------------------------- |
| 1      | d'        | 1650 kg | 160 cm      | 135 cm | Gebr. Ulrich, Apolda            |
| 2      | e'        | 1150 kg | 140 cm      | 110 cm | Ulrich & Weule, Apolda-Bockenem |